# Референдум у Польщі (2023)
Польський референдум 2023 — загальнонаціональний референдум, що був проведений у Польщі 15 жовтня 2023 року одночасно з парламентськими виборами. На референдум було винесено чотири питання: щодо продажу державного майна іноземцям, підвищення пенсійного віку, польсько-білоруської стіни та допуску нелегальних іммігрантів з Близького Сходу та Африки.

## Передумови
На тлі суперечок з Європейським Союзом щодо схвалення міграційної стратегії віце-прем'єр і лідер правлячої партії Право і справедливість Ярослав Качинський у червні 2023 року наполіг на проведенні загальнонаціонального референдуму з питання переміщення мігрантів у ЄС. Проте, згодом було вирішено винести відразу чотири питання.
Щодня, з 11 по 14 серпня, після 7:00 в мережі з’являлося коротке відео політиків, в якому вони розкривали одне з питань і, відповідно, обґрунтовували його. Питання продажу державного майна іноземцям презентував Ярослав Качинський. Підвищення пенсійного віку коментувала екс-прем’єрка та депутатка Європарламенту Беата Шидло. Прем’єр-міністр Польщі Матеуш Моравецький доповідав щодо приймання нелегальних іммігрантів. А питання ліквідації польсько-білоруської стіни представив міністр національної оборони Маріуш Блащак. Цікаво, що всі спікери жорсто критикували опозиційну Громадянську платформу та особисто Дональда Туска під час презентації питань. Правляча партія закликає відповідати «Ні» на всі чотири питання.
3 липня 2023 року депутати від Права і справедливості внесли законопроект, що дозволяє одночасне проведення референдуму та виборів до Національних зборів. 16 серпня його остаточна версія була проголосована в Сеймі і в той же день підписана президентом Анджеєм Дудою.
15 серпня Рада міністрів внесла пропозицію щодо проведення 15 жовтня загальнонаціонального референдуму стосовно «справ, що мають особливе значення для держави». Вже 17 серпня Сейм підтримав цю пропозицію Ради міністрів 233 голосами. За голосували виключно правляча партія ПіС (225 голосів), а також малі партії Kukiz'15 та Польські Справи, що підтримують уряд. Усі опозиційні партії голосували проти чи утрималися.
Ініціатива проведення плебісциту в день парламентських виборів була сприйнята і опозицією, і значною частиною суспільства досить критично. Зокрема, опозиція звинувачує ПіС у спробі мобілізувати виборців за допомогою референдуму та популістської пропаганди проти шукачів притулку. Окрім того, опозиційні лідери порівнюють цей референдум з угорським референдумом 2016 року. Тоді теж угорська влада на чолі з Віктором Орбаном намагалася збільшити свою підтримку шляхом популістського референдуму щодо права ЄС на примусове поселення іммігрантів в Угорщині.
Причини референдуму також незрозумілі для європейської комісії. Єврокомісар з внутрішніх справ Ілва Йоганссон стверджує що, Польща виграє від запланованої Європейським Союзом системи перерозподілу мігрантів і шукачів притулку, через свою щедру підтримку українських біженців. Результати голосування щодо міграційної політики в будь-якому разі не матимуть жодного впливу на процес ухвалення рішень в ЄС.

## Календар заходів
Усі заходи були вказані в постанові Сейму від 17 серпня щодо референдуму:
- до 5 вересня 2023 року — повідомлення від уповноважених суб'єктів Державній виборчій комісії про намір взяти участь у агітації з референдуму в радіо- та телепрограмах суспільних мовників;
- до 27 вересня 2023 року — визначення порядку розповсюдження трансляцій пов'язаних з референдумом
- з 29 вересня по 13 жовтня 2023 року — безкоштовне розповсюдження уповноваженими суб’єктами агітаційних передач в програмах суспільних мовників
- 13 жовтня 2023 р. о 24:00 — закінчення агітаційної кампанії
- 15 жовтня 2023 р. з 7:00 по 21:00 — голосування

## Питання
Загалом на референдум буде винесено чотири питання, що вимагатимуть відповідь так чи ні:
|  | 1. Чи підтримуєте Ви продаж державних активів іноземним структурам, що призведе до втрати польськими жінками та чоловіками контролю над стратегічними секторами економіки? 2. Чи підтримуєте Ви підвищення пенсійного віку, в тому числі відновлення підвищенного до 67 років пенсійного віку для жінок і чоловіків? 3. Чи підтримуєте Ви ліквідацію загородження на кордоні між Республікою Польща та Республікою Білорусь? 4. Чи підтримуєте Ви допуск тисяч нелегальних іммігрантів з Близького Сходу та Африки в рамках механізму примусового переселення, нав’язаного європейською бюрократією? Оригінальний текст (пол.) 1. Czy popierasz wyprzedaż majątku państwowego podmiotom zagranicznym, prowadzącą do utraty kontroli Polek i Polaków nad strategicznymi sektorami gospodarki? 2. Czy popierasz podniesienie wieku emerytalnego, w tym przywrócenie podwyższonego do 67 lat wieku emerytalnego dla kobiet i mężczyzn? 3. Czy popierasz likwidację bariery na granicy Rzeczypospolitej Polskiej z Republiką Białorusi? 4. Czy popierasz przyjęcie tysięcy nielegalnych imigrantów z Bliskiego Wschodu i Afryki, zgodnie z przymusowym mechanizmem relokacji narzucanym przez biurokrację europejską? |

## Результати

### Загальні результати
| Питання | Питання                                                    | Частка, % | Частка, % | Враховані голоси | Невраховані голоси |
| Питання | Питання                                                    | Так       | Ні        | Враховані голоси | Невраховані голоси |
| ------- | ---------------------------------------------------------- | --------- | --------- | ---------------- | ------------------ |
| 1.      | Продаж державного майна іноземцям                          | 3,51      | 96,49     | 93,13%           | 6,87%              |
| 2.      | Підвищення пенсійного віку                                 | 5,39      | 94,61     | 93,39%           | 6,61%              |
| 3.      | Ліквідація польсько-білоруської стіни                      | 3,96      | 96,04     | 93,14%           | 6,86%              |
| 4.      | Допуск нелегальних іммігрантів з Близького Сходу та Африки | 3,21      | 96,79     | 93,02%           | 6,98%              |
| Явка:   | Явка:                                                      | Явка:     | Явка:     | 40,91%           | 40,91%             |
| Джерело | Джерело                                                    | Джерело   | Джерело   | [ 10 ]           | [ 10 ]             |

### Результати по воєводствах
|                      | Перше питання | Перше питання | Перше питання | Перше питання | Друге питання | Друге питання | Друге питання | Друге питання | Третє питання | Третє питання | Третє питання | Третє питання | Четверте питання | Четверте питання | Четверте питання | Четверте питання | Явка       | Явка   |
| Воєводство           | Так (голосів) | Так (%)       | Ні (голосів)  | Ні (%)        | Так (голосів) | Так (%)       | Ні (голосів)  | Ні (%)        | Так (голосів) | Так (%)       | Ні (голосів)  | Ні (%)        | Так (голосів)    | Так (%)          | Ні (голосів)     | Ні (%)           | Голосів    | %      |
| -------------------- | ------------- | ------------- | ------------- | ------------- | ------------- | ------------- | ------------- | ------------- | ------------- | ------------- | ------------- | ------------- | ---------------- | ---------------- | ---------------- | ---------------- | ---------- | ------ |
| Нижньосілезьке       | 28 629        | 3,82          | 711 739       | 96,18         | 44 432        | 5,99          | 697 279       | 94,01         | 30 722        | 4,15          | 709 329       | 95,85         | 24 223           | 3,28             | 715 013          | 96,72            | 795 678    | 36,17  |
| Куявсько-Поморське   | 20 657        | 3,95          | 502 845       | 96,05         | 28 563        | 5,43          | 496 997       | 94,57         | 22 779        | 4,35          | 500 852       | 95,65         | 17 590           | 3,36             | 505 824          | 96,64            | 568 224    | 37,26  |
| Люблінське           | 22 596        | 3,08          | 711 774       | 96,92         | 32 704        | 4,44          | 703 937       | 95,56         | 25 332        | 3,45          | 709 549       | 96,55         | 19 804           | 2,70             | 713 638          | 97,30            | 783 820    | 49,09  |
| Любуське             | 8 733         | 3,87          | 217 144       | 96,13         | 13 359        | 5,89          | 213 457       | 94,11         | 10 237        | 4,53          | 215 825       | 95,47         | 7 678            | 3,40             | 218 098          | 96,60            | 244 925    | 33,01  |
| Лодзинське           | 25 011        | 3,31          | 730 662       | 96,69         | 35 091        | 4,63          | 722 207       | 95,37         | 28 065        | 3,71          | 727 648       | 96,29         | 20 592           | 2,73             | 734 015          | 97,27            | 807 024    | 43,54  |
| Малопольське         | 36 376        | 3,14          | 1 121 753     | 96,86         | 60 035        | 5,17          | 1 100 448     | 94,83         | 40 102        | 3,46          | 1 117 724     | 96,54         | 32 267           | 2,79             | 1 123 599        | 97,21            | 1 236 490  | 47,04  |
| Мазовецьке           | 58 456        | 3,54          | 1 593 902     | 96,46         | 98 929        | 5,97          | 1 557 122     | 94,03         | 63 069        | 3,82          | 1 589 640     | 96,18         | 54 282           | 3,29             | 1 596 325        | 96,71            | 1 768 156  | 42,58  |
| Опольське            | 10 223        | 4,31          | 227 232       | 95,69         | 13 301        | 5,58          | 225 186       | 94,42         | 10 024        | 4,22          | 227 452       | 95,78         | 7 678            | 3,24             | 229 617          | 96,76            | 257 907    | 34,99  |
| Підкарпатське        | 21 363        | 2,68          | 775 218       | 97,32         | 33 104        | 4,14          | 765 761       | 95,86         | 26 111        | 3,27          | 771 336       | 96,73         | 21 592           | 2,71             | 774 519          | 97,29            | 845 349    | 52,24  |
| Підляське            | 12 238        | 3,21          | 369 227       | 96,79         | 17 587        | 4,60          | 364 695       | 95,40         | 14 231        | 3,73          | 367 414       | 96,27         | 12 091           | 3,17             | 368 857          | 96,83            | 406 610    | 46,15  |
| Поморське            | 21 848        | 3,97          | 528 762       | 96,03         | 34 507        | 6,25          | 517 527       | 93,75         | 24 667        | 4,48          | 525 750       | 95,52         | 19 966           | 3,63             | 529 924          | 96,37            | 594 828    | 33,93  |
| Сілезьке             | 45 022        | 3,64          | 1 192 784     | 96,36         | 66 850        | 5,39          | 1 174 300     | 94,61         | 50 276        | 4,06          | 1 187 249     | 95,94         | 41 748           | 3,38             | 1 194 680        | 96,62            | 1 330 561  | 40,02  |
| Свентокшиське        | 12 319        | 2,90          | 412 959       | 97,10         | 18 840        | 4,42          | 407 565       | 95,58         | 16 126        | 3,79          | 409 268       | 96,21         | 11 233           | 2,64             | 413 685          | 97,36            | 454 338    | 48,02  |
| Вармінсько-Мазурське | 12 264        | 3,53          | 335 218       | 96,47         | 17 664        | 5,06          | 331 083       | 94,94         | 13 975        | 4,02          | 333 522       | 95,98         | 10 572           | 3,05             | 336 438          | 96,95            | 376 506    | 36,04  |
| Великопольське       | 32 645        | 3,56          | 885 234       | 96,44         | 49 521        | 5,38          | 871 777       | 94,62         | 38 224        | 4,16          | 879 616       | 95,84         | 30 198           | 3,29             | 886 357          | 96,71            | 996 454    | 37,66  |
| Західнопоморське     | 15 624        | 3,97          | 378 207       | 96,03         | 23 137        | 5,85          | 372 194       | 94,15         | 19 485        | 4,95          | 374 107       | 95,05         | 15 914           | 4,04             | 377 634          | 95,96            | 428 195    | 34,34  |
| Усього по Польщі     | 383 644       | 3,46          | 10 694 660    | 96,54         | 587 624       | 5,29          | 10 521 535    | 94,71         | 433 425       | 3,91          | 10 646 281    | 96,09         | 347 428          | 3,14             | 10 718 223       | 96,86            | 11 895 065 | 41,16  |
| Закордон та кораблі  | 11 060        | 6,36          | 162 836       | 93,64         | 20 630        | 11,84         | 153 676       | 88,16         | 11 845        | 6,81          | 162 129       | 93,19         | 13 375           | 7,69             | 160 640          | 92,31            | 187 523    | 29,46  |
| Всього               | 394 704       | 3,51          | 10 857 496    | 96,49         | 608 254       | 5,39          | 10 675 211    | 94,61         | 445 270       | 3,96          | 10 808 410    | 96,04         | 360 803          | 3,21             | 10 878 863       | 96,79            | 12 082 588 | 40,91  |
| Джерело              | Джерело       | Джерело       | Джерело       | Джерело       | Джерело       | Джерело       | Джерело       | Джерело       | Джерело       | Джерело       | Джерело       | Джерело       | Джерело          | Джерело          | Джерело          | Джерело          | [ 10 ]     | [ 10 ] |